# Tycherus modestus
Tycherus modestus là một loài tò vò trong họ Ichneumonidae.